# Kebab koobideh
O kebab koobideh (em persa:کباب کوبیده), também conhecido como kūbide (em persa: کباب کوبیده) é um kebab de carne picada iraniano feito a partir de carne de cordeiro ou carne de vaca e menos comummente de carne de frango, com frequência misturado com salsa e cebola picada.

## Etimologia
O prato de kebab, seguindo a tradição, foi inventado por soldados medievais que usaram suas espadas para asar carne nos fogos de campo aberto. Koobideh ou koubideh refere-se ao estilo em que se prepara a carne, que originalmente se colocava carne sobre uma pedra plana (precisamente uma pedra negra plana) e se golpeava com um maço de madeira. Cozinha-se num "seekh" (سیخ), em persa, espetada.

## Preparação
O cordeiro ou a carne (exactamente 20% de gordura, 80% de carne) pica-se duas vezes para obter uma consistência mais fina. Acrescenta-se sal, alho em pó, pimenta negra, apium em pó, rhus, cebola muito finamente ralada (o suco extra se exprime e guarda-se para mais tarde) e junta-se uma gema de ovo pela cada leva de carne. Todos os ingredientes se misturam, se cobrem e se deixam marinar no refrigerador durante pelo menos quatro horas ou toda a noite.
O kebab koobideh se assa à grelha em espetadas, tradicionalmente com carvão quente, e serve-se com Polo (arroz pilaf iraniano com azeite, sal e açafrão), acompanhado de tomates e cebolas gralhadas. O rhus serve-se geralmente como uma espécie decorativa à mesa onde se come o kebab.
O frango kebab koobideh elabora-se com ceboletas, cebolas verdes, salsa, sal e pimenta, sem açafrão-da-terra nem rhus. Serve-se sobre Baghali Pólo (arroz pilaf de endro e habas).

## Galeria
- Prato de Kebab Koobideh em Isfahana
- Kebab Koobideh, ao estilo Bonabi
- Kebab Koobideh cru (ainda não cozinhado)
- Kabab Koobideh e tomate a assar
- Koobideh com verduras como acompanhamento